# 2017-es Le Mans-i 24 órás verseny

A 2017-es volt a Le Mans-i 24 órás autóverseny 85. kiírása. A verseny június 17-én 15 órakor rajtolt, és 18-án fejeződött be 24 órányi versenyzést követően. A 85. Le Mans-i 24 órás verseny 2017-es hosszútávú-világbajnokság harmadik fordulója volt.
A pole-pozícióból a 7-es Toyota indulhatott Mike Conwayjel, Kobajasi Kamuival, illetve Stéphane Sarrazinnel
A futamot végül a Porsche 2-es számú alakulata nyerte meg Timo Bernharddal, Brendon Hartley-val és Earl Bamberrel a volán mögött.
Az LMP2-es kategóriát Jackie Chan DC Racing 38-as Orecá-ja nyerte Ho-Pin Tung-gal, Thomas Laurent-tel és Oliver Jarvis-szal.

## Időmérő
A különböző kategóriák közötti Pole-pozíció félkövér betűkkel van jelölve.
| Helyezés | Kategória | Rajtszám | Csapat                     | 1. időmérő     | 2. időmérő     | 3. időmérő     | Különbség | Rajthely |
| -------- | --------- | -------- | -------------------------- | -------------- | -------------- | -------------- | --------- | -------- |
| 1        | LMP1      | 7        | Toyota Gazoo Racing        | 3:18.793       | 3:14.791       | 3:19.928       |           | 1        |
| 2        | LMP1      | 8        | Toyota Gazoo Racing        | 3:19.483       | nincs mért idő | 3:17.128       | +2.337    | 2        |
| 3        | LMP1      | 1        | Porsche LMP Team           | 3:21.165       | 3:17.259       | 3:18.210       | +2.468    | 3        |
| 4        | LMP1      | 2        | Porsche LMP Team           | 3:19.710       | 3:18.067       | 3:20.154       | +3.276    | 4        |
| 5        | LMP1      | 9        | Toyota Gazoo Racing        | 3:19.958       | 3:19.889       | 3:18.625       | +3.834    | 5        |
| 6        | LMP1      | 4        | ByKolles Racing Team       | 3:28.887       | 3:26.026       | 3:24.170       | +9.379    | 6        |
| 7        | LMP2      | 26       | G-Drive Racing             | 3:31.945       | 3:28.580       | 3:25.352       | +10.561   | 7        |
| 8        | LMP2      | 25       | CEFC Manor TRS Racing      | 3:30.502       | 3:25.549       | 3:26.521       | +10.758   | 8        |
| 9        | LMP2      | 38       | Jackie Chan DC Racing      | 3:31.024       | 3:26.776       | 3:25.911       | +11.120   | 9        |
| 10       | LMP2      | 31       | Vaillante Rebellion        | 3:29.851       | 3:27.564       | 3:26.736       | +11.945   | 10       |
| 11       | LMP2      | 13       | Vaillante Rebellion        | 3:31.636       | 3:27.071       | 3:26.811       | +12.020   | 11       |
| 12       | LMP2      | 24       | CEFC Manor TRS Racing      | 3:30.847       | 3:26.871       | 3:27.359       | +12.080   | 12       |
| 13       | LMP2      | 28       | TDS Racing                 | 3:29.333       | 3:31.085       | 3:27.108       | +12.317   | 13       |
| 14       | LMP2      | 35       | Signatech Alpine Matmut    | 3:31.439       | 3:29.328       | 3:27.517       | +12.726   | 14       |
| 15       | LMP2      | 37       | Jackie Chan DC Racing      | 3:41.393       | 3:28.432       | 3:27.535       | +12.744   | 15       |
| 16       | LMP2      | 27       | SMP Racing                 | 3:34.407       | 3:30.262       | 3:27.782       | +12.991   | 16       |
| 17       | LMP2      | 36       | Signatech Alpine Matmut    | 3:31.065       | 3:28.856       | 3:28.051       | +13.260   | 17       |
| 18       | LMP2      | 39       | Graff                      | 3:32.987       | 3:36.128       | 3:28.368       | +13.577   | 18       |
| 19       | LMP2      | 40       | Graff                      | 3:32.477       | 3:29.396       | 3:28.891       | +14.100   | 19       |
| 20       | LMP2      | 22       | G-Drive Racing             | 3:31.963       | 3:28.937       | 3:30.313       | +14.146   | 20       |
| 21       | LMP2      | 32       | United Autosports          | 3:34.166       | 3:30.693       | 3:29.151       | +14.360   | 21       |
| 22       | LMP2      | 21       | DragonSpeed – 10 Star      | 3:34.046       | 3:30.396       | 3:29.777       | +14.986   | 22       |
| 23       | LMP2      | 29       | Racing Team Nederland      | 3:33.796       | 3:31.766       | 3:29.976       | +15.185   | 23       |
| 24       | LMP2      | 47       | Cetilar Villorba Corse     | 3:34.846       | 3:30.014       | 3:33.412       | +15.223   | 24       |
| 25       | LMP2      | 45       | Algarve Pro Racing         | 3:37.814       | 3:30.164       | 3:32.425       | +15.373   | 25       |
| 26       | LMP2      | 23       | Panis Barthez Competition  | 3:35.559       | 3:31.346       | 3:32.888       | +16.555   | 26       |
| 27       | LMP2      | 34       | Tockwith Motorsports       | 3:41.628       | 3:33.739       | 3:32.536       | +17.745   | 27       |
| 28       | LMP2      | 49       | ARC Bratislava             | 3:37.226       | 3:33.921       | nincs mért idő | +19.130   | 28       |
| 29       | LMP2      | 17       | IDEC Sport Racing          | 3:40.162       | 3:36.362       | 3:36.230       | +21.439   | 29       |
| 30       | LMP2      | 43       | Keating Motorsport         | 3:40.813       | 3:37.350       | 3:37.007       | +22.216   | 30       |
| 31       | LMP2      | 33       | Eurasia Motorsport         | 3:42.660       | 3:42.916       | nincs mért idő | +27.869   | 31       |
| 32       | LMGTE Pro | 97       | Aston Martin Racing        | 3:53.296       | 3:51.860       | 3:50.837       | +36.046   | 32       |
| 33       | LMGTE Pro | 51       | AF Corse                   | 3:53.123       | 3:52.087       | 3:51.028       | +36.237   | 33       |
| 34       | LMGTE Pro | 95       | Aston Martin Racing        | 3:52.117       | 3:52.525       | 3:51.038       | +36.247   | 34       |
| 35       | LMGTE Pro | 71       | AF Corse                   | 3:52.235       | 3:52.903       | 3:51.086       | +36.295   | 35       |
| 36       | LMGTE Pro | 69       | Ford Chip Ganassi Team USA | 3:55.553       | 3:52.496       | 3:51.232       | +36.441   | 36       |
| 37       | LMGTE Pro | 63       | Corvette Racing – GM       | 3:54.847       | 3:52.886       | 3:51.484       | +36.693   | 37       |
| 38       | LMGTE Pro | 92       | Porsche GT Team            | 3:54.243       | 3:52.177       | 3:51.847       | +37.056   | 38       |
| 39       | LMGTE Pro | 66       | Ford Chip Ganassi Team UK  | 3:55.803       | 3:52.558       | 3:51.991       | +37.200   | 39       |
| 40       | LMGTE Pro | 67       | Ford Chip Ganassi Team UK  | 3:54.118       | 3:53.059       | 3:52.008       | +37.217   | 40       |
| 41       | LMGTE Pro | 64       | Corvette Racing – GM       | 3:54.876       | 3:52.391       | 3:52.017       | +37.226   | 41       |
| 42       | LMGTE Pro | 82       | Risi Competizione          | nincs mért idő | 3:52.138       | 3:54.129       | +37.347   | 42       |
| 43       | LMGTE Pro | 68       | Ford Chip Ganassi Team USA | 3:55.059       | 3:52.626       | 3:52.178       | +37.387   | 43       |
| 44       | LMGTE Pro | 91       | Porsche GT Team            | 3:54.564       | 3:52.593       | 3:53.807       | +37.802   | 44       |
| 45       | LMGTE Am  | 50       | Larbre Compétition         | 3:56.259       | 3:54.559       | 3:52.843       | +38.052   | 45       |
| 46       | LMGTE Am  | 98       | Aston Martin Racing        | 3:55.134       | 3:54.456       | 3:53.233       | +38.442   | 46       |
| 47       | LMGTE Am  | 62       | Scuderia Corsa             | 3:57.267       | 3:54.576       | 3:53.312       | +38.521   | 47       |
| 48       | LMGTE Am  | 77       | Dempsey-Proton Racing      | 3:55.692       | 3:54.890       | 3:53.381       | +38.590   | 48       |
| 49       | LMGTE Am  | 55       | Spirit of Race             | 4:01.098       | 3:54.941       | 3:53.641       | +38.850   | 49       |
| 50       | LMGTE Am  | 84       | JMW Motorsport             | 3:56.890       | 3:53.981       | 3:53.977       | +39.186   | 50       |
| 51       | LMGTE Am  | 83       | DH Racing                  | 3:55.966       | 3:54.813       | 3:54.088       | +39.297   | 51       |
| 52       | LMGTE Am  | 90       | TF Sport                   | 3:55.953       | 3:54.319       | 3:54.551       | +39.528   | 52       |
| 53       | LMGTE Am  | 99       | Beechdean AMR              | 3:57.463       | 3:55.046       | 3:54.328       | +39.537   | 53       |
| 54       | LMGTE Am  | 93       | Proton Competition         | 3:58.196       | 3:54.621       | 3:59.046       | +39.830   | 54       |
| 55       | LMGTE Am  | 61       | Clearwater Racing          | 3:56.333       | 3:55.995       | 3:54.955       | +40.164   | 55       |
| 56       | LMGTE Am  | 60       | Clearwater Racing          | 3:57.321       | 4:02.436       | 3:54.994       | +40.203   | 56       |
| 57       | LMGTE Am  | 88       | Proton Competition         | 3:56.507       | 3:55.468       | 4:00.323       | +40.677   | 57       |
| 58       | LMGTE Am  | 54       | Spirit of Race             | 3:58.904       | 3:57.005       | 3:56.301       | +41.510   | 58       |
| 59       | LMGTE Am  | 86       | Gulf Racing UK             | 3:58.427       | nincs mért idő | 3:56.469       | +41.678   | 59       |
| 60       | LMGTE Am  | 65       | Scuderia Corsa             | 3:58.249       | 3:59.842       | nincs mért idő | +43.458   | 60       |

## Versenyösszefoglaló
A rajtnál a 7-es rajtszámú Toyota Mike Conwayjel a fedélzeten simán megtartotta a vezetést, Neel Janinak az 1-es Porschéval azonban sikerült beférkőznie Sébastien Buemi 8-as Toyotája elé. A mezőny egyetlen nem gyári LMP1-es autója, a ByKOLLES-é egy pillanatra feljött az 5. helyre, a 9-es Toyota elé, de szinte rögtön utána kisodródott a Mulsanne egyenesre vezető Tertre Rouge kanyarnál, defektet kapott, és a bokszba kényszerült. Később egy motorhiba végleg kivonta a forgalomból.
Bár a verseny előtt úgy látszott, a Toyota képes lesz 14 kört teljesíteni egyhuzamban – eggyel többet a Porschénál –, a nagy melegben a benzin megnövekedett térfogata miatt nappal nem tudtak eleget tankolni az autóikba ehhez, ezért normális esetben mindkét gyártó autói 13 körönként látogattak be a bokszba. Az első kiállását viszont Buemi még egy körrel Jani előtt bonyolította le, ezzel visszavéve tőle a 2. helyet. Röviddel később megtámadta, sőt meg is előzte a csapattársát, Conwayt is, akinek azonban a Mulsanne-ban sikerült újra megszereznie a vezetést a 7-es autóval.
A gyári csapatok kálváriája a 4. órában kezdődött. Először a 2-es rajtszámú, (Earl Bamber, Timo Bernhard, Brendon Hartley) 919 Hybridre csapott le a végzet: az első villanymotort kellett kicserélni benne, amivel durván egy órát vesztett, és az 56. helyre esett vissza a még talpon lévő 58 autó közül. Ekkor még senki nem gondolta volna, hogy a végén pont ez az autó áll majd harcban a győzelemért...
A 7-es, (Mike Conway, Kobajasi Kamui, Stéphane Sarrazin hármas Toyotája egyelőre simán haladt az élen, az Anthony Davidson, Sébastian Buemi és Nakadzsima Kazuki által vezetett 8-as pedig a Neel Jani, Andre Lotterer, Nick Tandy trió 1-es Porschéval folytatott fordulatos párharcot a 2. helyért. A 7. órában Nakadzsima megelőzte Lotterert az Arnage kanyarnál, és szép lassan 14 másodpercre faragta le a hátrányát a csapattársával, Sarrazinnel szemben, így megint a japánok két autója volt elöl. Ám amikor Nakadzsima a következő órában átadta a helyét Bueminek, beütött a krach: a 8-as Toyotát egy műszaki hiba miatt behívták a garázsba.
A 8-as Toyotának tehát kétszer annyi idejébe került lényegében ugyanaz a probléma a hibrid rendszerrel, az ERS-szel, mint korábban a 2-es Porschénak, amely lassacskán kapaszkodott egyre feljebb, de még mindig csupán a 32. helyen állt. A Toyota egyelőre így is biztonságban érezhette magát: a 7-es autójuk már egy teljes másodperces előnnyel vezetett az 1-es Porsche előtt, a José Máría López, Kunimoto Judzsi, Nicolas Lapierre-féle 9-es pedig, jóllehet, 2 körös hátrányban, simán tartotta a 3. helyét.
Az éjszaka aztán pillanatok alatt hozta el az újabb tragikus fordulatot a japánok számára: a 11. órában, egy biztonsági autó-fázis végén Kobajasi hiába próbált felgyorsítani, a 7-es rajtszámú autó kuplungja megmakacsolta magát. Még a nagy rivális garázsában is hitetlenkedve, bajtársias együttérzéssel nézték, amint Kobajasi perceken át kétségbeesetten próbál visszavergődni a bokszba, többször meg-megállva, aztán csigatempóban újra elindulva. A küldetése azonban nem járt sikerrel, és az autója hosszú szenvedés után ironikus módon pont a híres Porsche-kanyaroknál állt meg végleg. Ezzel az 1-es Porsche, éppen Tandyvel a volánnál, átvette a vezetést, és a német cég esélyei egy csapásra sokkal jobbnak tűntek. A Toyota egyetlen reménysége a harmadik autó, a 9-es maradt, amely azonban egy teljes perccel hátrébb körözgetett. Ám ott is csak rövid ideig, mert lekörözés közben összekoccant egy LMP2-es autóval, és közben defektet kapott. Majdnem az egész kört, 13 kilométert kellett volna megtennie, hogy eljusson a bokszig, a szétszakadt gumi azonban kárt tett a Toyota érzékeny belső részeiben, és hamarosan lángok csaptak ki a kerékdob környékéről. A Toyota tavaly, amikor csak két autót hozott Le Mans-ba, egyetlen körre volt a győzelemtől. Most hiába próbálták hárommal bebiztosítani magukat, hiába volt jobb a tempójuk, még a táv feléig sem jutottak el. 
De a Porsche sem úszta meg. Az 1-es Porschénak ezek után nem maradt komoly ellenfele – leszámítva saját magát. A németek azért semmit nem vettek biztosra. „Ahogy az éjszaka láttuk, bármi megtörténhet – mutatott rá óvatoskodva Seidl, és az autóból reggel kiszálló Tandy sem érezte a zsebében a győzelmet. A Porsche pilótái azonban hiába kerülték el a rázóköveket, a végzet rájuk is lecsapott. Lotterer alig ült be Tandy helyére, a 919 Hybrid hajtása olajellátási gondok miatt megadta magát. Akárcsak előtte Kobajasi, ő is megpróbált a villanymotorral visszadöcögni a bokszba, de ő sem jutott el odáig: kénytelen volt feladni a reménytelen küzdelmet. Ezzel hihetetlen módon egy LMP2-es autó, a Jackie Chan DC Racing 38-as rajtszámú, Tung Ho-Pin, Oliver Jarvis, Thomas Laurent felállású Oreca-Gibsonja vette át a vezetést alig három órával a leintés előtt.
Az összetett 2-8. helyén szokatlan módon LMP2-esek végeztek, közülük hat az ORECA által épített autó volt. A kategória győztese a Jackie Chan DC Racing 38-as rajtszámú autója lett, de a másik, a 37-es triója, Tristan Gommendy, Alex Brundle és David Cheng is a dobogóra állhatott. Közöttük a Vaillante Rebellion 13-as, Nelsinho Piquet, Mathias Beche és David Heinemeier Hansson autója végzett – a testvérautójuk, amelyen egy Senna és egy Prost (Bruno illetve Nicolas) osztozott, különféle kalandok után az utolsóként ért célba az LMP2-esek közül.
A 2-es rajtszámú, még talpon maradt Porsche ekkor már a 2. helyen állt, miután átverekedte magát a mezőnyön, de a hátralévő időben 2 körös hátrányt kellett ledolgoznia. Ez a korábbi években nem okozhatott volna problémát, a megerősített aerodinamikájú, 600 lóerős LMP2-es autók tempója azonban az idén mindenkit meglepett – az egyenesek végén még az LMP1-eseknél is nagyobb sebességet értek el. A Porschének a számítások szerint körönként 11 másodpercet kellett vernie a gyakrabban, kb. 10 körönként tankolni kényszerülő Orecára, hogy a verseny végén átvegye a vezetést. Brendon Hartley eleinte pontosan ennyivel diktált erősebb tempót nála, ám úgy alakult, hogy a győzelmet eldöntő helycserére hamarabb, a 23. óra befejeztével sor került, amikor már Timo Bernhard vezette a 919-et.
A Porsche tehát megmentette a gyári prototípusok becsületét, még ha nem is sokon múlt. A három Toyotából csak egy jutott el a célig, a 8-as számú: Buemi a hajrában többször is megfutotta a leggyorsabb kört, de be kellett érnie a 9. hellyel, ami legalább a hosszútávú világbajnokságban, a WEC-ben ért pár értékes pontot az összetettet vezető trió számára. Ez azonban sovány vigasz. A Toyota csapatának lesz miért magyarázkodnia Japánban, miután hiába voltak gyorsabbak, hiába költöttek el egy csomó pénzt a harmadik autóra, az év legfontosabb sportkocsiversenyén zsinórban harmadszor is vereséget szenvedtek a Le Mans-i 24 órás legsikeresebb gyártójától, a Porschétól.
A GTE autók között végig elképesztően kiélezett küzdelem zajlott. Vasárnap délelőtt még volt olyan pillanat, amikor az öt gyártó – az Aston Martin, a Ford, a Corvette, a Porsche és a Ferrari – egy-egy autója állt az első öt helyen, ugyanazon a körön belül. A győzelem csak a 24. óra legvégén, az utolsó kör elején dőlt el, amikor Jonny Adam a 97-es Aston Martinnal – amelyen Darren Turnerrel és Daniel Serrával osztozott – megelőzte az addig az élen álló, 63-as számú Corvette-et. A két autó az 1. helyért hosszan tusakodva előzőleg össze is koccant. A Corvette közben meg is sérülhetett, mert lelassult, és visszaesett a 3. helyre, a 67-es rajtszámú Andy Priaulx, Harry Tincknell, Pipo Derani trió Ford GT-je mögé. A Porsche új 911-ese 1 kör hátrányban a 4. helyen végzett.

## Végeredmény
| Helyezés | Kategória | No | Csapat                     | Versenyzők                                               | Autó                          | Gumi | Körök | Idő/Kiesés oka |
| Helyezés | Kategória | No | Csapat                     | Versenyzők                                               | Motor                         | Gumi | Körök | Idő/Kiesés oka |
| -------- | --------- | -- | -------------------------- | -------------------------------------------------------- | ----------------------------- | ---- | ----- | -------------- |
| 1        | LMP1      | 2  | Porsche LMP Team           | Timo Bernhard Brendon Hartley Earl Bamber                | Porsche 919 Hybrid            | M    | 367   | 24:01:14.075   |
| 1        | LMP1      | 2  | Porsche LMP Team           | Timo Bernhard Brendon Hartley Earl Bamber                | Porsche 2.0 L Turbo V4        | M    | 367   | 24:01:14.075   |
| 2        | LMP2      | 38 | Jackie Chan DC Racing      | Ho-Pin Tung Thomas Laurent Oliver Jarvis                 | Oreca 07                      | D    | 366   | +1 Kör         |
| 2        | LMP2      | 38 | Jackie Chan DC Racing      | Ho-Pin Tung Thomas Laurent Oliver Jarvis                 | Gibson GK428 4.2 L V8         | D    | 366   | +1 Kör         |
| 3        | LMP2      | 37 | Jackie Chan DC Racing      | David Cheng Tristan Gommendy Alex Brundle                | Oreca 07                      | D    | 363   | +4 kör         |
| 3        | LMP2      | 37 | Jackie Chan DC Racing      | David Cheng Tristan Gommendy Alex Brundle                | Gibson GK428 4.2 L V8         | D    | 363   | +4 kör         |
| 4        | LMP2      | 35 | Signatech Alpine Matmut    | Nelson Panciatici Pierre Ragues André Negrão             | Alpine A470                   | D    | 362   | +5 kör         |
| 4        | LMP2      | 35 | Signatech Alpine Matmut    | Nelson Panciatici Pierre Ragues André Negrão             | Gibson GK428 4.2 L V8         | D    | 362   | +5 kör         |
| 5        | LMP2      | 32 | United Autosports          | William Owen Hugo de Sadeleer Filipe Albuquerque         | Ligier JS P217                | D    | 362   | +5 kör         |
| 5        | LMP2      | 32 | United Autosports          | William Owen Hugo de Sadeleer Filipe Albuquerque         | Gibson GK428 4.2 L V8         | D    | 362   | +5 kör         |
| 6        | LMP2      | 40 | Graff                      | James Allen Richard Bradley Franck Matelli               | Oreca 07                      | D    | 361   | +6 kör         |
| 6        | LMP2      | 40 | Graff                      | James Allen Richard Bradley Franck Matelli               | Gibson GK428 4.2 L V8         | D    | 361   | +6 kör         |
| 7        | LMP2      | 24 | CEFC Manor TRS Racing      | Tor Graves Jonathan Hirschi Jean-Éric Vergne             | Oreca 07                      | D    | 360   | +7 kör         |
| 7        | LMP2      | 24 | CEFC Manor TRS Racing      | Tor Graves Jonathan Hirschi Jean-Éric Vergne             | Gibson GK428 4.2 L V8         | D    | 360   | +7 kör         |
| 8        | LMP1      | 8  | Toyota Gazoo Racing        | Sébastien Buemi Nakadzsima Kazuki Anthony Davidson       | Toyota TS050 Hybrid           | M    | 358   | +9 kör         |
| 8        | LMP1      | 8  | Toyota Gazoo Racing        | Sébastien Buemi Nakadzsima Kazuki Anthony Davidson       | Toyota 2.4 L Turbo V6         | M    | 358   | +9 kör         |
| 9        | LMP2      | 47 | Cetilar Villorba Corse     | Andrea Belicchi Roberto Lacorte Giorgio Sernagiotto      | Dallara P217                  | D    | 353   | +14 kör        |
| 9        | LMP2      | 47 | Cetilar Villorba Corse     | Andrea Belicchi Roberto Lacorte Giorgio Sernagiotto      | Gibson GK428 4.2 L V8         | D    | 353   | +14 kör        |
| 10       | LMP2      | 36 | Signatech Alpine Matmut    | Romain Dumas Gustavo Menezes Matt Rao                    | Alpine A470                   | D    | 351   | +16 kör        |
| 10       | LMP2      | 36 | Signatech Alpine Matmut    | Romain Dumas Gustavo Menezes Matt Rao                    | Gibson GK428 4.2 L V8         | D    | 351   | +16 kör        |
| 11       | LMP2      | 34 | Tockwith Motorsports       | Philip Hanson Nigel Moore Karun Chandhok                 | Ligier JS P217                | D    | 351   | +16 kör        |
| 11       | LMP2      | 34 | Tockwith Motorsports       | Philip Hanson Nigel Moore Karun Chandhok                 | Gibson GK428 4.2 L V8         | D    | 351   | +16 kör        |
| 12       | LMP2      | 17 | IDEC Sport Racing          | Patrice Lafargue Paul Lafargue David Zollinger           | Ligier JS P217                | M    | 344   | +23 kör        |
| 12       | LMP2      | 17 | IDEC Sport Racing          | Patrice Lafargue Paul Lafargue David Zollinger           | Gibson GK428 4.2 L V8         | M    | 344   | +23 kör        |
| 13       | LMP2      | 29 | Racing Team Nederland      | Rubens Barrichello Jan Lammers Frits van Eerd            | Dallara P217                  | D    | 344   | +23 kör        |
| 13       | LMP2      | 29 | Racing Team Nederland      | Rubens Barrichello Jan Lammers Frits van Eerd            | Gibson GK428 4.2 L V8         | D    | 344   | +23 kör        |
| 14       | LMP2      | 21 | DragonSpeed – 10 Star      | Henrik Hedman Felix Rosenqvist Ben Hanley                | Oreca 07                      | D    | 343   | +24 kör        |
| 14       | LMP2      | 21 | DragonSpeed – 10 Star      | Henrik Hedman Felix Rosenqvist Ben Hanley                | Gibson GK428 4.2 L V8         | D    | 343   | +24 kör        |
| 15       | LMP2      | 33 | Eurasia Motorsport         | Jacques Nicolet Pierre Nicolet Erik Maris                | Ligier JS P217                | D    | 341   | +26 kör        |
| 15       | LMP2      | 33 | Eurasia Motorsport         | Jacques Nicolet Pierre Nicolet Erik Maris                | Gibson GK428 4.2 L V8         | D    | 341   | +26 kör        |
| 16       | LMP2      | 31 | Vaillante Rebellion        | Bruno Senna Nicolas Prost Julien Canal                   | Oreca 07                      | D    | 340   | +27 kör        |
| 16       | LMP2      | 31 | Vaillante Rebellion        | Bruno Senna Nicolas Prost Julien Canal                   | Gibson GK428 4.2 L V8         | D    | 340   | +27 kör        |
| 17       | LMGTE Pro | 97 | Aston Martin Racing        | Darren Turner Jonathan Adam Daniel Serra                 | Aston Martin Vantage GTE      | D    | 340   | +27 kör        |
| 17       | LMGTE Pro | 97 | Aston Martin Racing        | Darren Turner Jonathan Adam Daniel Serra                 | Aston Martin 4.5 L V8         | D    | 340   | +27 kör        |
| 18       | LMGTE Pro | 67 | Ford Chip Ganassi Team UK  | Harry Tincknell Andy Priaulx Pipo Derani                 | Ford GT                       | M    | 340   | +27 kör        |
| 18       | LMGTE Pro | 67 | Ford Chip Ganassi Team UK  | Harry Tincknell Andy Priaulx Pipo Derani                 | Ford EcoBoost 3.5 L Turbo V6  | M    | 340   | +27 kör        |
| 19       | LMGTE Pro | 63 | Corvette Racing – GM       | Jan Magnussen Antonio García Jordan Taylor               | Chevrolet Corvette C7.R       | M    | 340   | +27 kör        |
| 19       | LMGTE Pro | 63 | Corvette Racing – GM       | Jan Magnussen Antonio García Jordan Taylor               | Chevrolet 5.5 L V8            | M    | 340   | +27 kör        |
| 20       | LMGTE Pro | 91 | Porsche GT Team            | Richard Lietz Frédéric Makowiecki Patrick Pilet          | Porsche 911 RSR               | M    | 339   | +28 kör        |
| 20       | LMGTE Pro | 91 | Porsche GT Team            | Richard Lietz Frédéric Makowiecki Patrick Pilet          | Porsche 4.0 L Flat-6          | M    | 339   | +28 kör        |
| 21       | LMGTE Pro | 71 | AF Corse                   | Davide Rigon Sam Bird Miguel Molina                      | Ferrari 488 GTE               | M    | 339   | +28 kör        |
| 21       | LMGTE Pro | 71 | AF Corse                   | Davide Rigon Sam Bird Miguel Molina                      | Ferrari F154CB 3.9 L Turbo V8 | M    | 339   | +28 kör        |
| 22       | LMGTE Pro | 68 | Ford Chip Ganassi Team USA | Joey Hand Tony Kanaan Dirk Müller                        | Ford GT                       | M    | 339   | +28 kör        |
| 22       | LMGTE Pro | 68 | Ford Chip Ganassi Team USA | Joey Hand Tony Kanaan Dirk Müller                        | Ford EcoBoost 3.5 L Turbo V6  | M    | 339   | +28 kör        |
| 23       | LMGTE Pro | 69 | Ford Chip Ganassi Team USA | Ryan Briscoe Scott Dixon Richard Westbrook               | Ford GT                       | M    | 337   | +30 kör        |
| 23       | LMGTE Pro | 69 | Ford Chip Ganassi Team USA | Ryan Briscoe Scott Dixon Richard Westbrook               | Ford EcoBoost 3.5 L Turbo V6  | M    | 337   | +30 kör        |
| 24       | LMGTE Pro | 64 | Corvette Racing – GM       | Oliver Gavin Tommy Milner Marcel Fässler                 | Chevrolet Corvette C7.R       | M    | 335   | +32 kör        |
| 24       | LMGTE Pro | 64 | Corvette Racing – GM       | Oliver Gavin Tommy Milner Marcel Fässler                 | Chevrolet 5.5 L V8            | M    | 335   | +32 kör        |
| 25       | LMGTE Pro | 95 | Aston Martin Racing        | Nicki Thiim Marco Sørensen Richie Stanaway               | Aston Martin Vantage GTE      | D    | 334   | +33 kör        |
| 25       | LMGTE Pro | 95 | Aston Martin Racing        | Nicki Thiim Marco Sørensen Richie Stanaway               | Aston Martin 4.5 L V8         | D    | 334   | +33 kör        |
| 26       | LMGTE Am  | 84 | JMW Motorsport             | Robert Smith Will Stevens Dries Vanthoor                 | Ferrari 488 GTE               | M    | 333   | +34 kör        |
| 26       | LMGTE Am  | 84 | JMW Motorsport             | Robert Smith Will Stevens Dries Vanthoor                 | Ferrari F154CB 3.9 L Turbo V8 | M    | 333   | +34 kör        |
| 27       | LMGTE Pro | 66 | Ford Chip Ganassi Team UK  | Stefan Mücke Olivier Pla Billy Johnson                   | Ford GT                       | M    | 332   | +35 kör        |
| 27       | LMGTE Pro | 66 | Ford Chip Ganassi Team UK  | Stefan Mücke Olivier Pla Billy Johnson                   | Ford EcoBoost 3.5 L Turbo V6  | M    | 332   | +35 kör        |
| 28       | LMGTE Am  | 55 | Spirit of Race             | Duncan Cameron Aaron Scott Marco Cioci                   | Ferrari 488 GTE               | M    | 331   | +36 kör        |
| 28       | LMGTE Am  | 55 | Spirit of Race             | Duncan Cameron Aaron Scott Marco Cioci                   | Ferrari F154CB 3.9 L Turbo V8 | M    | 331   | +36 kör        |
| 29       | LMGTE Am  | 62 | Scuderia Corsa             | Cooper MacNeil Bill Sweedler Townsend Bell               | Ferrari 488 GTE               | M    | 331   | +36 kör        |
| 29       | LMGTE Am  | 62 | Scuderia Corsa             | Cooper MacNeil Bill Sweedler Townsend Bell               | Ferrari F154CB 3.9 L Turbo V8 | M    | 331   | +36 kör        |
| 30       | LMGTE Am  | 99 | Beechdean AMR              | Andrew Howard Ross Gunn Oliver Bryant                    | Aston Martin Vantage GTE      | D    | 331   | +36 kör        |
| 30       | LMGTE Am  | 99 | Beechdean AMR              | Andrew Howard Ross Gunn Oliver Bryant                    | Aston Martin 4.5 L V8         | D    | 331   | +36 kör        |
| 31       | LMGTE Am  | 61 | Clearwater Racing          | Weng Sun Mok Keita Sawa Matt Griffin                     | Ferrari 488 GTE               | M    | 330   | +37 kör        |
| 31       | LMGTE Am  | 61 | Clearwater Racing          | Weng Sun Mok Keita Sawa Matt Griffin                     | Ferrari F154CB 3.9 L Turbo V8 | M    | 330   | +37 kör        |
| 32       | LMP2      | 45 | Algarve Pro Racing         | Mark Patterson Matt McMurry Vincent Capillaire           | Ligier JS P217                | D    | 330   | +37 kör        |
| 32       | LMP2      | 45 | Algarve Pro Racing         | Mark Patterson Matt McMurry Vincent Capillaire           | Gibson GK428 4.2 L V8         | D    | 330   | +37 kör        |
| 33       | LMP2      | 27 | SMP Racing                 | Mihail Aljosin Sergey Sirotkin Viktor Shaitar            | Dallara P217                  | D    | 330   | +37 kör        |
| 33       | LMP2      | 27 | SMP Racing                 | Mihail Aljosin Sergey Sirotkin Viktor Shaitar            | Gibson GK428 4.2 L V8         | D    | 330   | +37 kör        |
| 34       | LMGTE Am  | 77 | Dempsey-Proton Racing      | Christian Ried Marvin Dienst Matteo Cairoli              | Porsche 911 RSR               | D    | 329   | +38 kör        |
| 34       | LMGTE Am  | 77 | Dempsey-Proton Racing      | Christian Ried Marvin Dienst Matteo Cairoli              | Porsche 4.0 L Flat-6          | D    | 329   | +38 kör        |
| 35       | LMGTE Am  | 90 | TF Sport                   | Salih Yoluç Euan Hankey Rob Bell                         | Aston Martin Vantage GTE      | D    | 329   | +38 kör        |
| 35       | LMGTE Am  | 90 | TF Sport                   | Salih Yoluç Euan Hankey Rob Bell                         | Aston Martin 4.5 L V8         | D    | 329   | +38 kör        |
| 36       | LMGTE Am  | 98 | Aston Martin Racing        | Paul Dalla Lana Mathias Lauda Pedro Lamy                 | Aston Martin Vantage GTE      | D    | 329   | +38 kör        |
| 36       | LMGTE Am  | 98 | Aston Martin Racing        | Paul Dalla Lana Mathias Lauda Pedro Lamy                 | Aston Martin 4.5 L V8         | D    | 329   | +38 kör        |
| 37       | LMGTE Am  | 93 | Proton Competition         | Patrick Long Mike Hedlund Abdulaziz Al Faisal            | Porsche 911 RSR               | D    | 329   | +38 kör        |
| 37       | LMGTE Am  | 93 | Proton Competition         | Patrick Long Mike Hedlund Abdulaziz Al Faisal            | Porsche 4.0 L Flat-6          | D    | 329   | +38 kör        |
| 38       | LMGTE Am  | 86 | Gulf Racing UK             | Michael Wainwright Ben Barker Nick Foster                | Porsche 911 RSR               | D    | 328   | +39 kör        |
| 38       | LMGTE Am  | 86 | Gulf Racing UK             | Michael Wainwright Ben Barker Nick Foster                | Porsche 4.0 L Flat-6          | D    | 328   | +39 kör        |
| 39       | LMP2      | 22 | G-Drive Racing             | Memo Rojas Hirakava Rjó José Gutiérrez                   | Oreca 07                      | D    | 327   | +40 kör        |
| 39       | LMP2      | 22 | G-Drive Racing             | Memo Rojas Hirakava Rjó José Gutiérrez                   | Gibson GK428 4.2 L V8         | D    | 327   | +40 kör        |
| 40       | LMGTE Am  | 60 | Clearwater Racing          | Richard Wee Álvaro Parente Hiroki Katoh                  | Ferrari 488 GTE               | M    | 327   | +40 kör        |
| 40       | LMGTE Am  | 60 | Clearwater Racing          | Richard Wee Álvaro Parente Hiroki Katoh                  | Ferrari F154CB 3.9 L Turbo V8 | M    | 327   | +40 kör        |
| 41       | LMGTE Am  | 54 | Spirit of Race             | Thomas Flohr Francesco Castellacci Olivier Beretta       | Ferrari 488 GTE               | M    | 326   | +41 kör        |
| 41       | LMGTE Am  | 54 | Spirit of Race             | Thomas Flohr Francesco Castellacci Olivier Beretta       | Ferrari F154CB 3.9 L Turbo V8 | M    | 326   | +41 kör        |
| 42       | LMGTE Am  | 83 | DH Racing                  | Tracy Krohn Niclas Jönsson Andrea Bertolini              | Ferrari 488 GTE               | M    | 320   | +47 kör        |
| 42       | LMGTE Am  | 83 | DH Racing                  | Tracy Krohn Niclas Jönsson Andrea Bertolini              | Ferrari F154CB 3.9 L Turbo V8 | M    | 320   | +47 kör        |
| 43       | LMP2      | 39 | Graff                      | Eric Trouillet Enzo Guibbert James Winslow               | Oreca 07                      | D    | 318   | +49 kör        |
| 43       | LMP2      | 39 | Graff                      | Eric Trouillet Enzo Guibbert James Winslow               | Gibson GK428 4.2 L V8         | D    | 318   | +49 kör        |
| 44       | LMGTE Am  | 65 | Scuderia Corsa             | Christina Nielsen Alessandro Balzan Bret Curtis          | Ferrari 488 GTE               | M    | 314   | +53 kör        |
| 44       | LMGTE Am  | 65 | Scuderia Corsa             | Christina Nielsen Alessandro Balzan Bret Curtis          | Ferrari F154CB 3.9 L Turbo V8 | M    | 314   | +53 kör        |
| 45       | LMP2      | 49 | ARC Bratislava             | Miroslav Konôpka Konstantīns Calko Rik Breukers          | Ligier JS P217                | M    | 314   | +53 kör        |
| 45       | LMP2      | 49 | ARC Bratislava             | Miroslav Konôpka Konstantīns Calko Rik Breukers          | Gibson GK428 4.2 L V8         | M    | 314   | +53 kör        |
| 46       | LMGTE Pro | 51 | AF Corse                   | James Calado Alessandro Pier Guidi Michele Rugolo        | Ferrari 488 GTE               | M    | 312   | +55 kör        |
| 46       | LMGTE Pro | 51 | AF Corse                   | James Calado Alessandro Pier Guidi Michele Rugolo        | Ferrari F154CB 3.9 L Turbo V8 | M    | 312   | +55 kör        |
| 47       | LMP2      | 43 | Keating Motorsport         | Ben Keating Ricky Taylor Jeroen Bleekemolen              | Riley Mk. 30                  | M    | 312   | +55 kör        |
| 47       | LMP2      | 43 | Keating Motorsport         | Ben Keating Ricky Taylor Jeroen Bleekemolen              | Gibson GK428 4.2 L V8         | M    | 312   | +55 kör        |
| 48       | LMGTE Am  | 50 | Larbre Compétition         | Romain Brandela Christian Philippon Fernando Rees        | Chevrolet Corvette C7.R       | M    | 309   | +58 kör        |
| 48       | LMGTE Am  | 50 | Larbre Compétition         | Romain Brandela Christian Philippon Fernando Rees        | Chevrolet 5.5 L V8            | M    | 309   | +58 kör        |
| Ki       | LMP1      | 1  | Porsche LMP Team           | Neel Jani Nick Tandy André Lotterer                      | Porsche 919 Hybrid            | M    | 318   | Mechanika      |
| Ki       | LMP1      | 1  | Porsche LMP Team           | Neel Jani Nick Tandy André Lotterer                      | Porsche 2.0 L Turbo V4        | M    | 318   | Mechanika      |
| Ki       | LMP2      | 23 | Panis Barthez Competition  | Fabien Barthez Timothé Buret Nathanaël Berthon           | Ligier JS P217                | M    | 296   | Kiállt         |
| Ki       | LMP2      | 23 | Panis Barthez Competition  | Fabien Barthez Timothé Buret Nathanaël Berthon           | Gibson GK428 4.2 L V8         | M    | 296   | Kiállt         |
| Ki       | LMP2      | 28 | TDS Racing                 | François Perrodo Emmanuel Collard Matthieu Vaxivière     | Oreca 07                      | D    | 213   | Baleset        |
| Ki       | LMP2      | 28 | TDS Racing                 | François Perrodo Emmanuel Collard Matthieu Vaxivière     | Gibson GK428 4.2 L V8         | D    | 213   | Baleset        |
| Ki       | LMGTE Pro | 92 | Porsche GT Team            | Michael Christensen Kévin Estre Dirk Werner              | Porsche 911 RSR               | M    | 179   | Kiállt         |
| Ki       | LMGTE Pro | 92 | Porsche GT Team            | Michael Christensen Kévin Estre Dirk Werner              | Porsche 4.0 L Flat-6          | M    | 179   | Kiállt         |
| Ki       | LMP1      | 9  | Toyota Gazoo Racing        | José María López Nicolas Lapierre Yuji Kunimoto          | Toyota TS050 Hybrid           | M    | 160   | Defekt         |
| Ki       | LMP1      | 9  | Toyota Gazoo Racing        | José María López Nicolas Lapierre Yuji Kunimoto          | Toyota 2.4 L Turbo V6         | M    | 160   | Defekt         |
| Ki       | LMP1      | 7  | Toyota Gazoo Racing        | Mike Conway Kobajasi Kamui Stéphane Sarrazin             | Toyota TS050 Hybrid           | M    | 154   | Kuplung        |
| Ki       | LMP1      | 7  | Toyota Gazoo Racing        | Mike Conway Kobajasi Kamui Stéphane Sarrazin             | Toyota 2.4 L Turbo V6         | M    | 154   | Kuplung        |
| Ki       | LMP2      | 25 | CEFC Manor TRS Racing      | Roberto González Simon Trummer Vitalij Petrov            | Oreca 07                      | D    | 152   | Ütközés        |
| Ki       | LMP2      | 25 | CEFC Manor TRS Racing      | Roberto González Simon Trummer Vitalij Petrov            | Gibson GK428 4.2 L V8         | D    | 152   | Ütközés        |
| Ki       | LMGTE Pro | 82 | Risi Competizione          | Toni Vilander Giancarlo Fisichella Pierre Kaffer         | Ferrari 488 GTE               | M    | 72    | Ütközés        |
| Ki       | LMGTE Pro | 82 | Risi Competizione          | Toni Vilander Giancarlo Fisichella Pierre Kaffer         | Ferrari F154CB 3.9 L Turbo V8 | M    | 72    | Ütközés        |
| Ki       | LMP2      | 26 | G-Drive Racing             | Roman Rusinov Pierre Thiriet Alex Lynn                   | Oreca 07                      | D    | 20    | Ütközés        |
| Ki       | LMP2      | 26 | G-Drive Racing             | Roman Rusinov Pierre Thiriet Alex Lynn                   | Gibson GK428 4.2 L V8         | D    | 20    | Ütközés        |
| Ki       | LMGTE Am  | 88 | Proton Competition         | Klaus Bachler Stéphane Lémeret Khalid Al Qubaisi         | Porsche 911 RSR               | D    | 18    | Ütközés        |
| Ki       | LMGTE Am  | 88 | Proton Competition         | Klaus Bachler Stéphane Lémeret Khalid Al Qubaisi         | Porsche 4.0 L Flat-6          | D    | 18    | Ütközés        |
| Ki       | LMP1      | 4  | ByKolles Racing Team       | Dominik Kraihamer Oliver Webb Marco Bonanomi             | ENSO CLM P01/01               | M    | 7     | Kiállt         |
| Ki       | LMP1      | 4  | ByKolles Racing Team       | Dominik Kraihamer Oliver Webb Marco Bonanomi             | Nismo VRX30A 3.0 L Turbo V6   | M    | 7     | Kiállt         |
| Kiz      | LMP2      | 13 | Vaillante Rebellion        | Nelson Piquet Jr. Mathias Beche David Heinemeier Hansson | Oreca 07                      | D    | 364   | Kizárva        |
| Kiz      | LMP2      | 13 | Vaillante Rebellion        | Nelson Piquet Jr. Mathias Beche David Heinemeier Hansson | Gibson GK428 4.2 L V8         | D    | 364   | Kizárva        |